# روبر مرشان (دوچرخه‌سوار)
روبر مرشان (فرانسوی: Robert Marchand‎؛ (زادهٔ ۲۶ نوامبر ۱۹۱۱ – درگذشتهٔ ۲۲ مهٔ ۲۰۲۱) یک دوچرخه‌سوار اهل فرانسه بود.
روبِر مرشان در روز ۴ ژانویه در سن ۱۰۵ سالگی در یک ساعت مسافت ۲۲ کیلومتر و ۵۴۷ متر را رکاب زد و رکورد تازه‌ای در دوچرخه‌سواری به ثبت رساند. این زمان بالاترین میزان ثبت شده برای گروه سنی بالای ۱۰۵ سال است. وی ورزش دوچرخه‌سواری را به‌طور جدی از ۶۷ سالگی شروع کرده و مربی‌اش می‌گوید قلبش نیم قرن از خودش جوان‌تر بود.